# 加須站

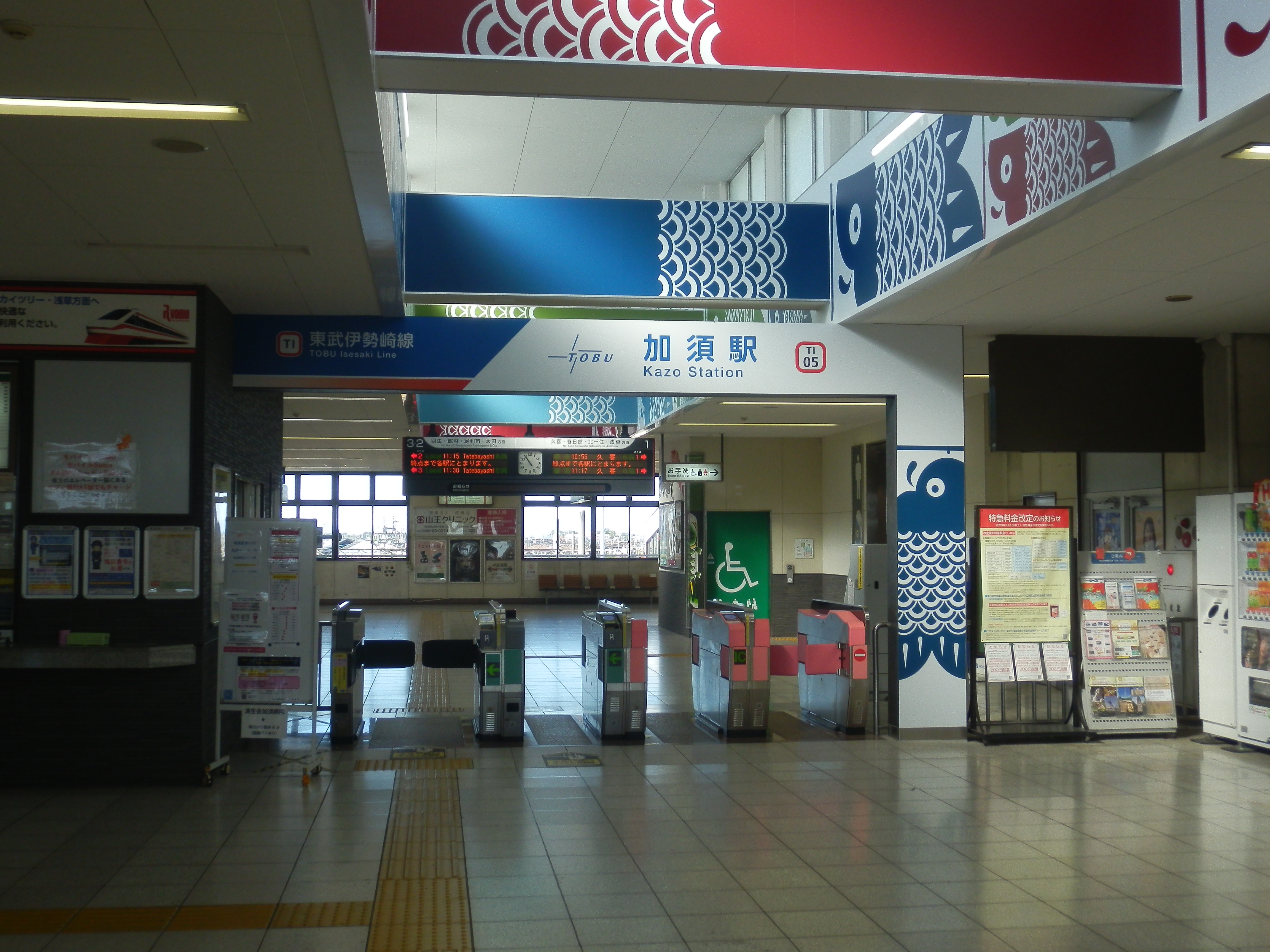
驗票口（2023年11月）

加須站（日语：／ Kazo eki */?）是位於埼玉縣加須市中央一丁目，屬於東武鐵道伊勢崎線的鐵路車站。車站編號是TI 05。

## 歷史
- 1902年（明治35年）9月6日：開業。
- 1985年（昭和60年）11月22日：跨站式站房與車站大樓完成。
- 2012年（平成24年）3月17日：導入車站編號TI 05。
- 2013年（平成25年）3月25日：導入發車音樂。

## 車站結構

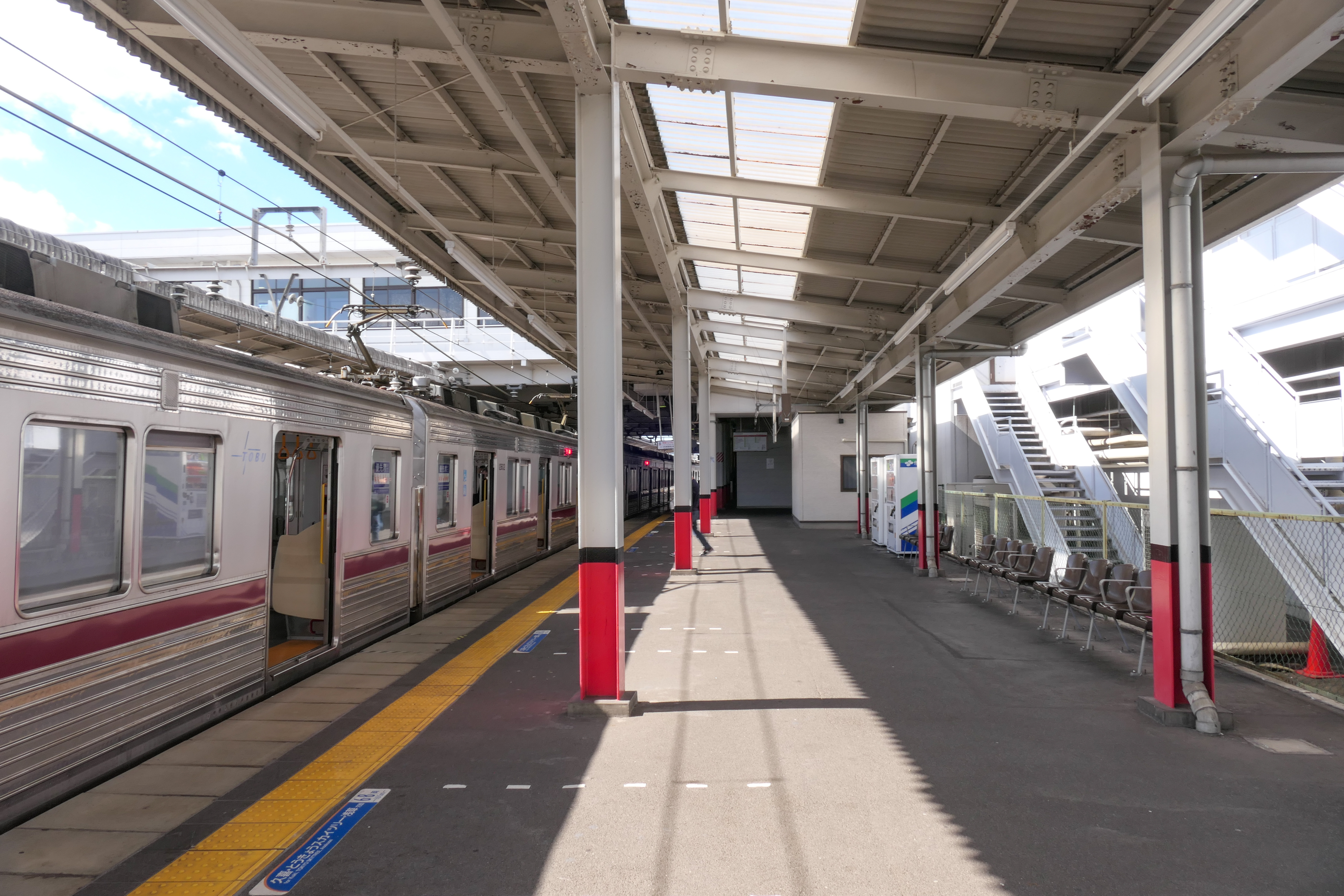
1號月台（2021年10月）

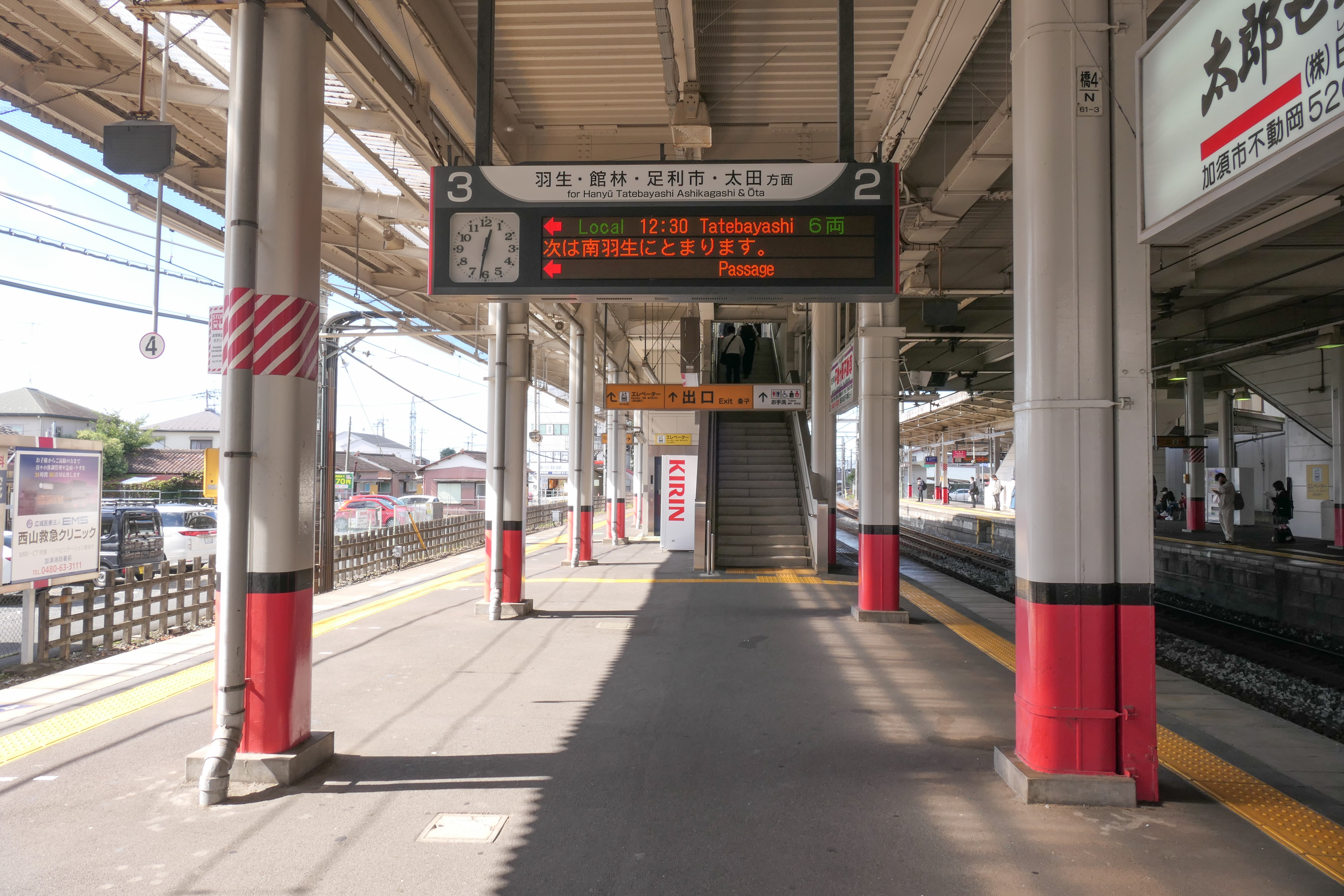
2號與3號月台（2021年10月）

本站是由島式月台1面2線與側式月台1面1線組成的複合式月台2面3線地面車站，站房為跨站式站房。1號線月台有展示加須市名產的展示窗。2號線月台是上下共用的待避線，供待避特急的下行普通列車使用。誤點或試營運列車也會使用此月台折返。
2008年（平成20年）6月27日設置LED式列車資訊顯示器，2010年（平成22年）3月24日設置多功能廁所與電梯。

### 月台配置
| 月台 | 路線     | 方向 | 目的地                                                         |
| ---- | -------- | ---- | -------------------------------------------------------------- |
| 1    | 伊勢崎線 | 上行 | 久喜、東武動物公園、 東武晴空塔線 北千住、東京晴空塔、淺草方向 |
| 2、3 | 伊勢崎線 | 下行 | 館林、足利市、太田、 桐生線 赤城方向 （2號月台為待避列車用）   |

## 使用情況
2017年度1日平均上下車人次為13,789人。使用者主要來自市中心地區和騎西地區，另外也有許多是來自鴻巢市川里地區的民眾。
近年1日平均上下、上車人次的推移如下表。
| 年度               | 1日平均 上下車人次 | 1日平均 上車人次 | 來源     |
| ------------------ | ------------------ | ---------------- | -------- |
| 1998年（平成10年） | 16,804             |                  |          |
| 1999年（平成11年） | 16,545             | 8,284            | [ * 1 ]  |
| 2000年（平成12年） | 16,361             | 8,172            | [ * 2 ]  |
| 2001年（平成13年） | 15,954             | 8,055            | [ * 3 ]  |
| 2002年（平成14年） | 15,653             | 7,854            | [ * 4 ]  |
| 2003年（平成15年） | 15,333             | 7,682            | [ * 5 ]  |
| 2004年（平成16年） | 15,088             | 7,534            | [ * 6 ]  |
| 2005年（平成17年） | 14,961             | 7,454            | [ * 7 ]  |
| 2006年（平成18年） | 15,008             | 7,456            | [ * 8 ]  |
| 2007年（平成19年） | 15,107             | 7,502            | [ * 9 ]  |
| 2008年（平成20年） | 15,096             | 7,491            | [ * 10 ] |
| 2009年（平成21年） | 14,874             | 7,389            | [ * 11 ] |
| 2010年（平成22年） | 14,557             | 7,233            | [ * 12 ] |
| 2011年（平成23年） | 14,254             | 7,133            | [ * 13 ] |
| 2012年（平成24年） | 14,399             | 7,174            | [ * 14 ] |
| 2013年（平成25年） | 14,615             | 7,266            | [ * 15 ] |
| 2014年（平成26年） | 14,087             | 7,022            | [ * 16 ] |
| 2015年（平成27年） | 14,133             | 7,044            | [ * 17 ] |
| 2016年（平成28年） | 13,942             | 6,988            | [ * 18 ] |
| 2017年（平成29年） | 13,789             |                  |          |

## 車站周邊
- 加須Mine（東武Store（日语：東武ストア）） - 站房附設。
- 計程車乘車處（北口）

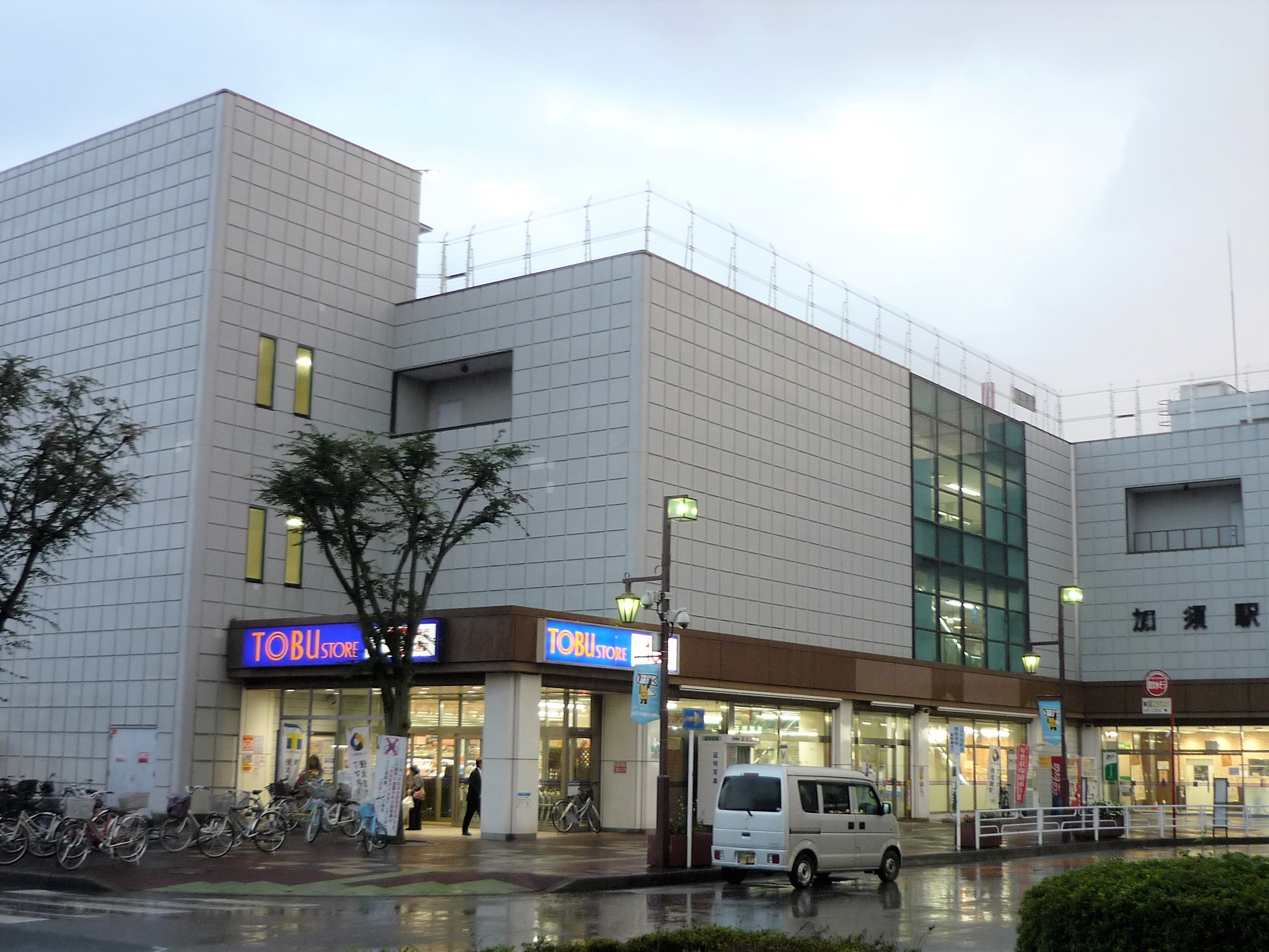
東武Store加須Mine（2018年10月）

- 加須市市民綜合會館 市民廣場加須（加須市立加須圖書館（日语：加須市立図書館））
- 加須保健所
- 加須東榮郵便局
- 加須市役所
- 加須郵便局（日语：加須郵便局）
- 加須市文化、學習中心 Pastoral加須
- 加須市民運動公園
- 加須市商工會館
- 埼玉縣警察（日语：埼玉県警察）加須警察署（日语：加須警察署）
- 加須地區消防組合（日语：加須地区消防組合）消防本部
- 千方神社（日语：千方神社 (加須市中央)）
- 埼玉縣立不動岡高等學校（日语：埼玉県立不動岡高等学校）（步行15 - 20分鐘）
- 埼玉縣道411號加須停車場線（日语：埼玉県道411号加須停車場線）

## 路線巴士
過去只有北口有圓環，因此巴士都在北口發車。南口設置圓環後，循環巴士都改在南口發車，路線巴士也增停南口。現在雖然北口還有巴士停靠，但因位置關係，鴻巢方向的路線都改在較近的南口折返，不再停靠北口，加上循環巴士改到南口，使得現在南口成為巴士的主要發車點。

### 北口
| 乘車處 | 系統 | 主要行經地                       | 目的地   | 運行業者   | 備註 |
| ------ | ---- | -------------------------------- | -------- | ---------- | ---- |
| 1      |      | 騎西福祉中心、笠原十字路、鴻巢站 | 免許中心 | 朝日自動車 |      |
| 2      |      | 加須市役所入口、不動岡高校前     | 加須車庫 | 朝日自動車 |      |

### 南口
| 乘車處     | 系統           | 主要行經地                                                                           | 目的地       | 運行業者                   | 備註     |
| ---------- | -------------- | ------------------------------------------------------------------------------------ | ------------ | -------------------------- | -------- |
| 加須站南口 |                | 騎西福祉中心、笠原十字路、鴻巢站                                                     | 免許中心     | 朝日自動車                 |          |
| 加須站南口 |                | 加須站北口                                                                           | 加須車庫     | 朝日自動車                 |          |
| 加須站南口 | 東循環路線左回 | 法泉寺前、花崎站南口、北口、南篠崎、久下東會館前、加須小學校前                       | 加須站南口   | 加須市社區巴士「加須絆號」 | 周日停駛 |
| 加須站南口 | 東循環路線右回 | 加須小學校前、久下東會館前、南篠崎、花崎站北口、南口、法泉寺前                       | 加須站南口   | 加須市社區巴士「加須絆號」 | 周日停駛 |
| 加須站南口 | 西循環路線左回 | 中央一丁目、愛宕、禮羽公民館前、稻穗之湯（いなほの湯）                               | 加須站南口   | 加須市社區巴士「加須絆號」 | 周日停駛 |
| 加須站南口 | 西循環路線右回 | 稻穗之湯、禮羽公民館前、愛宕、中央一丁目                                             | 加須站南口   | 加須市社區巴士「加須絆號」 | 周日停駛 |
| 加須站南口 | 接駁巴士       | 加須市役所、大利根綜合支所、道之驛童謠故鄉大利根、加須未來館、北川邊綜合支所、柳生站 | 新古河站西口 | 加須市社區巴士「加須絆號」 | 周日停駛 |
| 加須站南口 | 接駁巴士       | 騎西診所醫院                                                                         | 騎西綜合支所 | 加須市社區巴士「加須絆號」 | 周日停駛 |

## 相鄰車站
東武鐵道
 伊勢崎線
- ■特急「兩毛」部分停車站

■區間急行、■區間準急（平日只有1班上行列車）、■普通
花崎（TI 04）－加須（TI 05）－南羽生（TI 06）

## 外部連結
- 加須（車站資訊） - 東武鐵道